# Paweł Abratkiewicz
Paweł Abratkiewicz (Opoczno, 10 juni 1970) is een voormalig Poolse langebaanschaatser. Abratkiewicz nam deel aan drie Olympische Winterspelen; die van 1992, 1998 en 2002. Na zijn schaatscarrière werd Abratkiewicz schaatscoach van de Poolse en later Russische nationale selectie. Met ingang van seizoen 2022/2023 keert hij terug als bondscoach van de Poolse selectie.
Paweł Abratkiewicz is de vader van de eveneens schaatsende Kacper Abratkiewicz.

## Persoonlijke records
| Afstand    | Tijd    | Datum            | Baan           |
| ---------- | ------- | ---------------- | -------------- |
| 500 meter  | 35,04   | 12 februari 2002 | Salt Lake City |
| 1000 meter | 1.09,87 | 11 maart 2001    | Salt Lake City |
| 1500 meter | 1.52,93 | 25 november 2000 | Heerenveen     |
| 5000 meter | 7.23,07 | 4 januari 1990   | Inzell         |

## Resultaten
| Jaar | WK Allround | WK Sprint | WK Afstanden       | Olympische Spelen  |
| ---- | ----------- | --------- | ------------------ | ------------------ |
| 1991 | NC32        | 28e       |                    |                    |
| 1992 |             | 14e       |                    | 31e 500m 28e 1000m |
|      |             |           |                    |                    |
| 1997 |             | 29e       |                    |                    |
| 1998 |             | 11e       | 9e 500m 14e 1000m  | 22e 500m 26e 1000m |
| 1999 |             | 12e       | 6e 500m 5e 1000m   |                    |
| 2000 |             | 11e       | 12e 500m 18e 1000m |                    |
| 2001 |             | 23e       | 13e 500m 15e 1000m |                    |
| 2002 |             | 22e       |                    | 16e 500m 29e 1000m |
| 2003 |             | 19e       | 15e 500m 20e 1000m |                    |